# Jaume Oliver Jaume
Jaume Oliver Jaume, nascut a Llucmajor, Mallorca, el 1942, és un pedagog mallorquí.
Jaume Oliver es llicencià el 1968 a la Universitat de Barcelona en ciències de l'educació i es doctorà el 1980 a la mateixa universitat, és membre del departament de Pedagogia Aplicada i Psicologia de l'Educació de la Universitat de les Illes Balears. La seva especialitat és la història de l'educació a les Illes Balears del segle xx, on té publicats un bon nombre de treballs. Ha estat col·laborador de diverses publicacions: Educació i Cultura, El Mirall, Lluc, Maina i Revista Interuniversitaria de Formación del Profesorado.

## Obres
- Escola i societat (l'ensenyament a les Illes en el segle XX), de 1978.
- Los programas escolares y la investigación del entorno, de 1980.
- El Sistema Educativo suizo y sus posibles aportaciones a la organización de la administración educativa autonómica de España, de 1982.
- Joan Comas i la política educativa de la Segona República 1936-1939, de 1985.
- L'higienisme escolar a Mallorca: aportacions a la sistematització del seu estudi. 1880-1936., de 1992.

En col·laboració amb altres autors:
- L'educació a Mallorca (aproximació històrica), de 1977.
- Llucmajor, espai educatiu i recursos ambientals, de 1986.
- Joan Ignasi Valentí i Marroig. Psiquiatria i educació a Mallorca (1900-1936), de 1991.
- Guillem Forteza, arquitecte escolar, de 1993.[1]
- L'Escola Annexa. 175 anys de formació pràctica de Mestres a les Illes Balears (1835-2010), de 2010.